# Cesare Casadei
Cesare Casadei (Ravena, 10 de janeiro de 2003) é um futebolista italiano que atua como meio-campista. Atualmente joga no Torino.

## Carreira

### Início e Internazionale
Casadei nasceu em Ravena e cresceu em Milano Marittima. Começou a jogar futebol no Cervia antes de ingressar no Cesena. Em 2018, após a falência deste último clube, o meio-campista mudou-se para a Internazionale, onde subiu rapidamente nas categorias de base, vencendo um campeonato nacional de sub-17 em 2019 e chegando na equipe sub-19 com apenas dezessete anos.
Em outubro de 2021, ele foi incluído na lista anual Next Generation do The Guardian, apresentando os candidatos mais bem avaliados nascidos em 2003. No ano seguinte, Casadei foi convocado pela primeira vez para a equipe titular da Internazionale, ao mesmo tempo que contribuiu para a vitória final dos Sub-19 no Campionato Primavera 1.

### Chelsea

#### Chelsea Sub-21
Em 19 de agosto de 2022, foi anunciado que o Chelsea havia fechado um acordo com a Internazionale para a assinatura de Cesare Casadei por um contrato de seis anos. O valor pago pela transferência foi estimado em 15 milhões de euros, mais 5 milhões de euros em complementos.
Casadei foi incluído na equipe sub-21 e no dia 31 de agosto estreou contra o Sutton United, no jogo onde os Blues perderam por 1 a 0 na partida válida pelo EFL Trophy e recebeu cartão vermelho. Quatro dias depois ele fez sua estreia na Professional Development League, da Premier League, quando ele marcou um gol aos 48 minutos para fazer o 2 a 0 contra a equipe sub-21 do Everton. Em 22 de novembro, ele marcou um gol de longa distância na vitória fora de casa por 4 a 2 contra o time do Peterborough United na segunda rodada do EFL Trophy; o gol também foi eleito o Gol do Mês do Chelsea. Ele marcou um total de cinco gols em 13 partidas pelo Chelsea sub-21 em todas as competições.

### Empréstimo ao Reading
Em 30 de janeiro de 2023, Casadei foi emprestado ao Reading, time da EFL Championship, até o final da temporada. Ele fez sua estreia profissional em 4 de fevereiro, começando em um empate de 2 a 2 na contra o Watford. Ele marcou seu primeiro gol pelo clube em 15 de março de 2023, na derrota por 2 a 1 contra o Blackburn. Ele fez parte do time que acabou sendo rebaixado para a EFL League One no final da campanha de 2022–23.

### Empréstimo ao Leicester
Em 15 de agosto de 2023, Casadei foi emprestado ao Leicester, time da EFL Championship, até o final da temporada. Ele fez sua estreia pelo clube quatro dias depois entrando no lugar de Wilfred Ndidi aos 17 minutos do segundo tempo do jogo contra o Cardiff City, válido pela EFL Championship de 2023–24, no qual ele marcou o gol da vitória por 2 a 1 aos 47 minutos do segundo tempo.

### Retorno ao Chelsea
Em 19 de janeiro de 2024, Casadei foi chamado pelo Chelsea após empréstimo ao Leicester. Ele fez sua estreia pela equipe principal dos Blues como substituto de Cole Palmer na derrota fora de casa por 4 a 1 para o Liverpool, válido pela Premier League de 2023–24, em 31 de janeiro de 2024.

### Torino
No dia 2 de fevereiro de 2025, Casadei foi anunciado como novo reforço do Torino. O meio-campista assinou contrato até 30 de junho de 2029. A venda de Cesare Casadei ao Torino gira na casa dos 15 milhões de euros, com o Chelsea tendo uma cláusula de 25% em uma futura venda.

## Seleção Italiana
Casadei representou a Seleção Italiana em quase todos os níveis internacionais juvenis, desde sub-16 até a sub-21.
Em junho de 2022 foi incluído na equipa que disputou o Campeonato Europeu de Futebol Sub-19, na Eslováquia, onde a Itália chegou às semifinais antes de ser eliminada pela campeã Inglaterra.
Em 19 de novembro de 2022, ele fez sua estreia pela Seleção Italiana Sub-21, na derrota para a Seleção Alemã Sub-21 em um amistoso, por 4 a 2.
Em dezembro de 2022, participou de um campo de treinamento liderado pelo técnico da Seleção Italiana de Futebol, Roberto Mancini, e voltado para os talentos nacionais mais promissores.
Em maio de 2023, foi incluído na seleção italiana que disputou a Copa do Mundo FIFA Sub-20 de 2023, na Argentina. Tendo ajudado a Itália a chegar à final, já que a Azzurrini acabou perdendo para o Uruguai, ele recebeu os prêmios Bola de Ouro e Chuteira de Ouro, como o jogador mais valioso e artilheiro do torneio com 7 gols.

## Estilo de jogo
Considerado um dos talentos italianos mais promissores da sua geração, Casadei tem sido descrito como um mei-campista completo e moderno, que se destaca tanto física como tecnicamente. Ele pode jogar em ambos os lados em um trio de meio-campo de três, quatro ou cinco homens, mas também como meio-campista ofensivo. Principalmente um jogador destro, ele ainda se sente bastante confortável com o pé mais fraco.
Apesar de ser bastante alto e ter uma leve deformidade em valgo, é elegante e confortável com a bola, seja no passe ou no transporte, além de apresentar bom ritmo e coordenação. Graças ao seu movimento sem a bola, à sua inteligência e às suas habilidades de chute e cabeceio, ele pode ter muitas chances de marcar. Defensivamente, ele tende a mergulhar nos desarmes e pressionar os adversários, ao mesmo tempo que usa o corpo para duelar com os adversários ou defender a bola.
Devido às suas habilidades ele foi comparado a Massimo Ambrosini e Sergej Milinković-Savić, embora tenha citado Nicolò Barella, Marcelo Brozović, Radja Nainggolan, Javier Zanetti e Federico Valverde como fontes de inspiração.

## Vida Pessoal
O irmão de Cesare, Ettore, também é jogador de futebol: desde 2023, joga no time de futebol do Florida Institute of Technology.

## Títulos

### Internazionale
Sub-17
- Campionato Nazionale Sub-17 Serie A e B: 2019[3]

Sub-19
- Campionato Primavera 1: 2021–22[8]

### Leicester City
- EFL Championship: 2023–24[40]

### Chelsea
- Liga Conferência da UEFA: 2024–25[41]

### Prêmios individuais
- Bola de Ouro Copa do Mundo FIFA Sub-20: 2023[36][37]
- Chuteira de Ouro Copa do Mundo FIFA Sub-20: 2023[36][37]